# Резолюция 201 на Съвета за сигурност на ООН
Резолюция 201 на Съвета за сигурност на ООН е приета единодушно на 19 март 1965 г. по повод Кипърския въпрос.
Като взема предвид мнението на генералния секретар по въпроса, както и изразеното желание от страна на Република Кипър престоят на Мироопазващите сили на ООН в Кипър да бъде удължен и след 26 март 1965 г., с Резолюция 198 Съветът за сигурност отново застава зад предишните си резолюции по Кипърския въпрос, подновявайки призива си към всички страни да се придържат към тях, и удължава срока на престой на Мироопазващите сили на ООН, разположени в Кипър с още три месеца — до 26 юни 1965 г. Резолюцията призовава всички страни в конфликта да проявяват максимална сдържаност и да си сътрудничат с разположените на острова мироопазващи сили на ООН.